# 岡崎共通研究施設

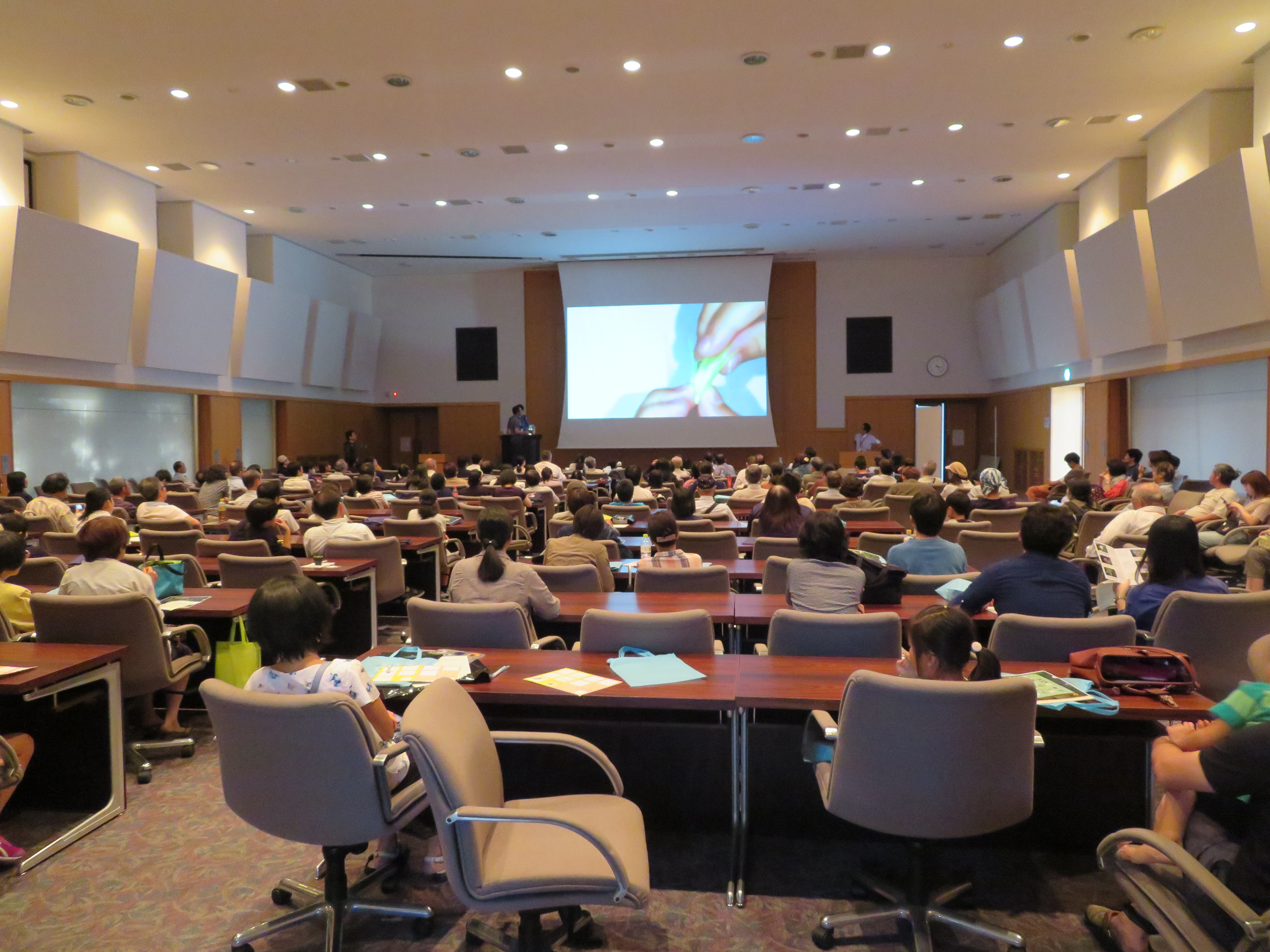
岡崎コンファレンスセンター

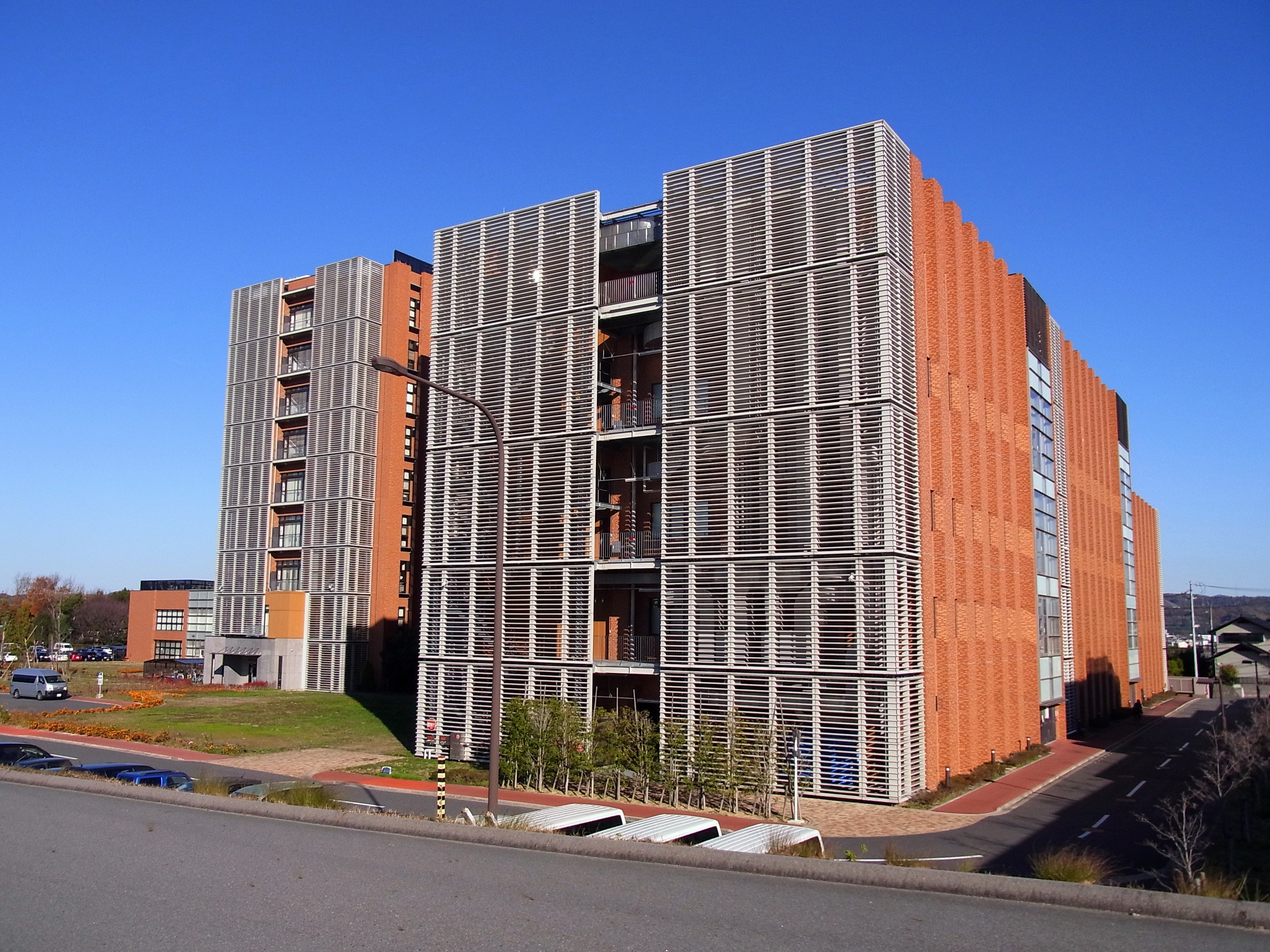
山手1号館

岡崎共通研究施設（おかざききょうつうけんきゅうしせつ、英: Okazaki Research Facilities）は、自然科学研究機構を構成する分子科学研究所、基礎生物学研究所、生理学研究所の共通利用施設。愛知県岡崎市にある。

## 概要
自然科学研究機構の明大寺キャンパス、山手キャンパスにそれぞれ研究施設があり、三島キャンパスには岡崎コンファレンスセンターや三島ロッジがある。

### 主な施設
- 計算科学研究センター
- 動物資源共同利用研究センター
- アイソトープ実験センター
- 岡崎情報図書館
- 岡崎コンファレンスセンター
- 共同利用研究者宿泊施設（三島ロッジ・明大寺ロッジ）

### 売店・食堂
明大寺キャンパスの職員会館に売店と食堂があり、山手キャンパスに売店がある。売店は、自然科学研究機構岡崎生協の運営であり、食堂は民間事業者によるものである。